# Русская чайная
«Русская чайная» (англ. Russian Tea Room) — ресторан русской кухни на Манхэттене, в простенке между двумя небоскрёбами — 77-этажным Метрополитен-тауэр (англ.) и 60-этажным Карнеги-Холл-Тауэр (восток 57-й улицы, 150; между Шестой и Седьмой авеню).

## История
Открыт в 1927 году. По одним сведениям создан евреем польского происхождения Якобом Зисманом, по другим — бывшими членами царской балетной труппы, в качестве места сбора русских эмигрантов. Хореограф Альбертина Раш (англ.) — была президентом заведения и её имя, связанное с «Русским искусством шоколада» и «Русской чайной», фигурирует на ранних фотографиях ресторана на востоке 57-й улицы, д. 145. В 1929 году ресторан переехал на свое постоянное местоположение в кирпичное здание напротив.
В 1933 году рестораном управлял эмигрант из Сибири — Александр Маиф. Его имя связывают с Русской чайной на протяжении следующих 15-ти лет.
В 1955 году ресторан купил Сидни Кей, после его смерти (через 12 лет) ресторан унаследовала его жена Фэйт Стюарт-Гордон.

#### Строительство небоскрёбов
В 1981 году Гарри Б. Маклоу (англ.), построивший Метрополитен-тауэр, планировал возвести большую офисную башню, которая включала бы ресторан и место, где после была возведена Карнеги-Холл-Тауэр. Об этом уже было заключено соглашение с Карнеги-Холл, но Стюарт-Гордон, владевшая на тот момент участком, отказалась его продавать. Маклоу предложил купить права на воздух (англ.) над рестораном, но она вновь не согласилась на сделку. Она отказывалась от любого предложения по продаже заведения или его территории. Результатом сделки стал узкий промежуток в 6 метров, отделяющий Метрополитен-тауэр от Карнеги-Холл-Тауэр.

### Закрытие
В июне 1995 года Уорнер Лерой (англ.), которому принадлежал ресторан в Центральном парке «Таверна в зелени» (англ.), купил ресторан у Стюарт-Гордон за 6,5 миллионов долларов и закрыл его, несмотря на протесты высшего общества Нью-Йорка.
После четырёх лет и ремонта стоимостью 36 миллионов долларов он открылся вновь.
Ресторан закрылся в очередной раз 28 июля 2002 года после объявления о банкротстве: здоровье Лероя ухудшилось, а местная экономика не могла достаточно быстро оплатить кредиты на ремонт.
После того как Лерой умер, заведение было продано в декабре 2002 года за 16 миллионов долларов Ассоциации гольфа США (англ.). Ассоциация планировала перестроить здание в столовую и перенести в него свой музей (англ.), где демонстрировались бы его обширные коллекции памятных вещей для гольфа, но вместо этого здание было продано в 2004 году финансовой группе RTR Джеральда Либлиха.

### Современное состояние
Русская чайная снова открылась 1 ноября 2006 года. Интерьер ресторана не был изменён, а внешний декор — тот же, что и в 2002 году.
Однако несколько ресторанных обозревателей отметили, что еда и обслуживание оставляют желать лучшего.

## В культуре
Заведение пользуется популярностью у многих заметных деятелей культуры. Так, Вуди Аллен снял здесь несколько своих фильмов. Роуэн Аткинсон праздновал здесь свою свадьбу с Сунетрой Шастри в 1990 году, встретив её там в том же году 5 февраля. Пару месяцев в качестве гардеробщицы здесь работала Мадонна; затем была уволена из-за неподобающей одежды.
В Русской чайной были сняты сцены в таких фильмах, как «Манхэттен», «Тутси», «Сладкий запах успеха» и «Когда Гарри встретил Салли».
Также здесь снимались эпизоды многих сериалов, среди которых «Секс в большом городе» и «Друзья».